# Hedi (Chine)
Hedi est une ville dans la province Shanxi en Chine. Hedi appartient à la préfecture de Yangquan. 
La prison de Yangquan se trouve ici. 